# Міста Еквадору
|  | Службовий список статей, створений для координації робіт з розвитку теми. Це попередження не встановлюється на інформаційні списки і глосарії. |

- Амбато
- Гуаякіль
- Есмеральдас
- Куенка
- Кіто
- Мачала
- Портов'єхо
- Санто-Домінґо
- Манта
- Лоха